# 李豫贵
李豫贵（1964年11月—），男，汉族，安徽霍邱人，中华人民共和国政治人物。现任贵州省人大常委会副主任，中共贵州省委政法委员会副书记。